# Gisenyi

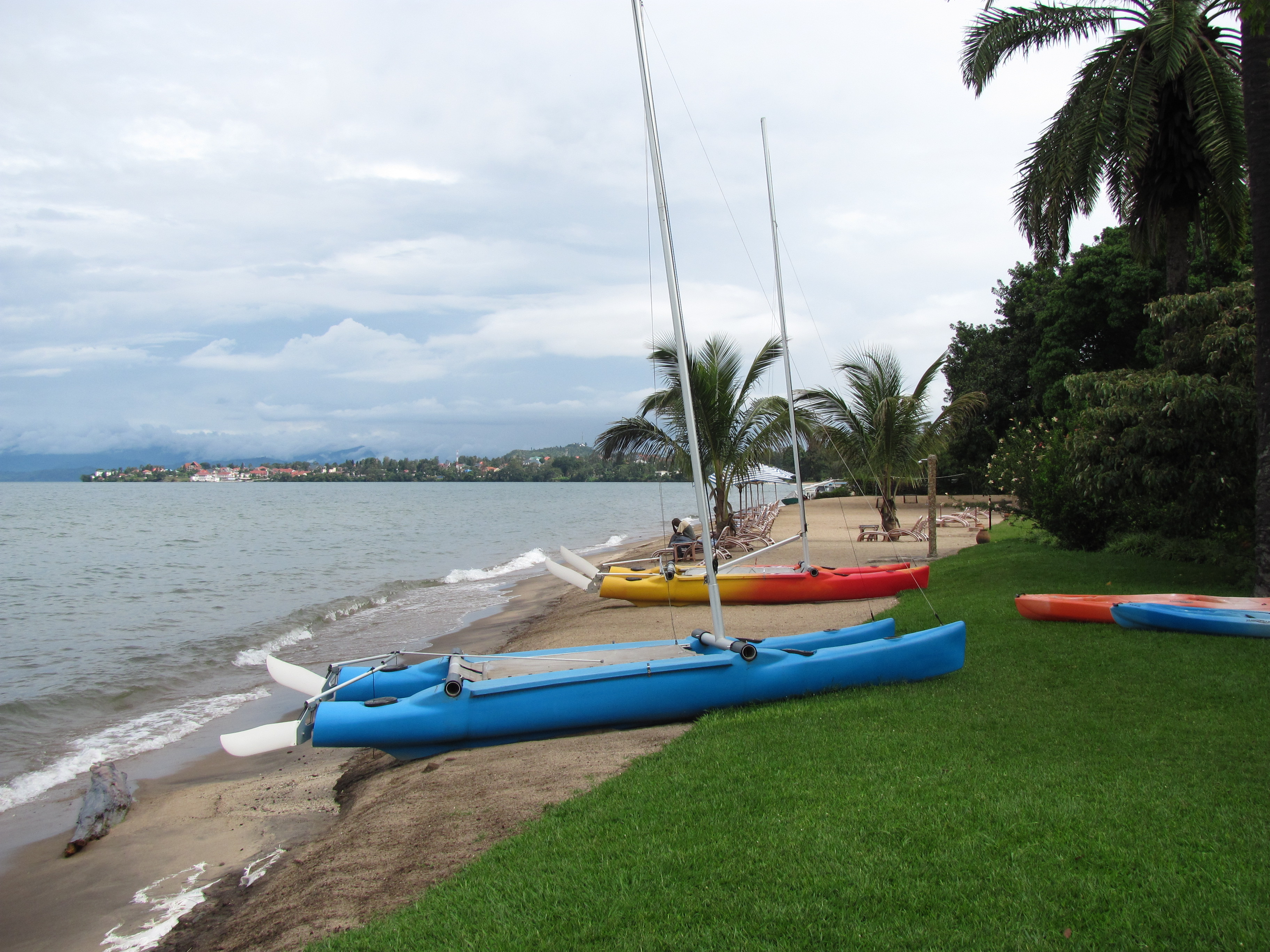
Plaża w Gisenyi

Gisenyi – miasto w północno-zachodniej Rwandzie, w Prowincji Zachodniej, w dystrykcie Rubavu, położone nad jeziorem Kiwu. 136 830 mieszkańców (2012). Drugie pod względem liczby mieszkańców miasto kraju.